# Sylvain Mercier
Sylvain Mercier, né le 6 juin 1984 , est un judoka belge qui évolue parfois dans la catégorie des moins de 66 kg (mi-légers) et parfois dans la catégorie des moins de 73 kg (poids légers).

## Palmarès
En 2007, Sylvain Mercier a été médaille d'argent au tournoi international de Laval en France.
 
Il a été champion de Belgique en 2005 :
| Chpt de Belgique | Chpt de Belgique | 2004 | 2005 | 2006 | 2007 | 2008 |
| ---------------- | ---------------- | ---- | ---- | ---- | ---- | ---- |
| mi-légers        | -66 kg           | 2e   | 1er  | 2e   | -    |      |
| poids légers     | -73 kg           |      |      |      |      | 2e   |